# 김택민
김택민(1985년 11월 21일 ~ )은 대한민국의 프로 복서이다. 록키체육관 소속. 2013년 7월 20일 현재 전적은 15승(10KO) 6패.

## 생애
서울에서 사업을 하는 부친의 2남 중 둘째로 태어났다. 서울산업대학교를 졸업했다. 2006년 프로복싱 신인왕.